# Australomussa rowleyensis
Australomussa rowleyensis är en korallart som beskrevs av Veron 1985. Australomussa rowleyensis ingår i släktet Australomussa och familjen Mussidae. IUCN kategoriserar arten globalt som nära hotad. Inga underarter finns listade i Catalogue of Life.